# Sudden Strike
Sudden strike es una serie  de videojuegos de táctica en tiempo real ambientados en la Segunda Guerra Mundial. La serie está desarrollada por Fireglow, con base en Rusia y publicada por CDV software de Alemania y ha sido republicada por Zoom-platform.com. Los jugadores seleccionan una facción (ej. Soviéticos, Alemanes o Aliados) y controlan unidades diversas de infantería, tanques y artillería. El juego se centra principalmente en tácticas, estrategia de tiempo real, recolección de recursos y desarrollo de bases militares.

## Juegos

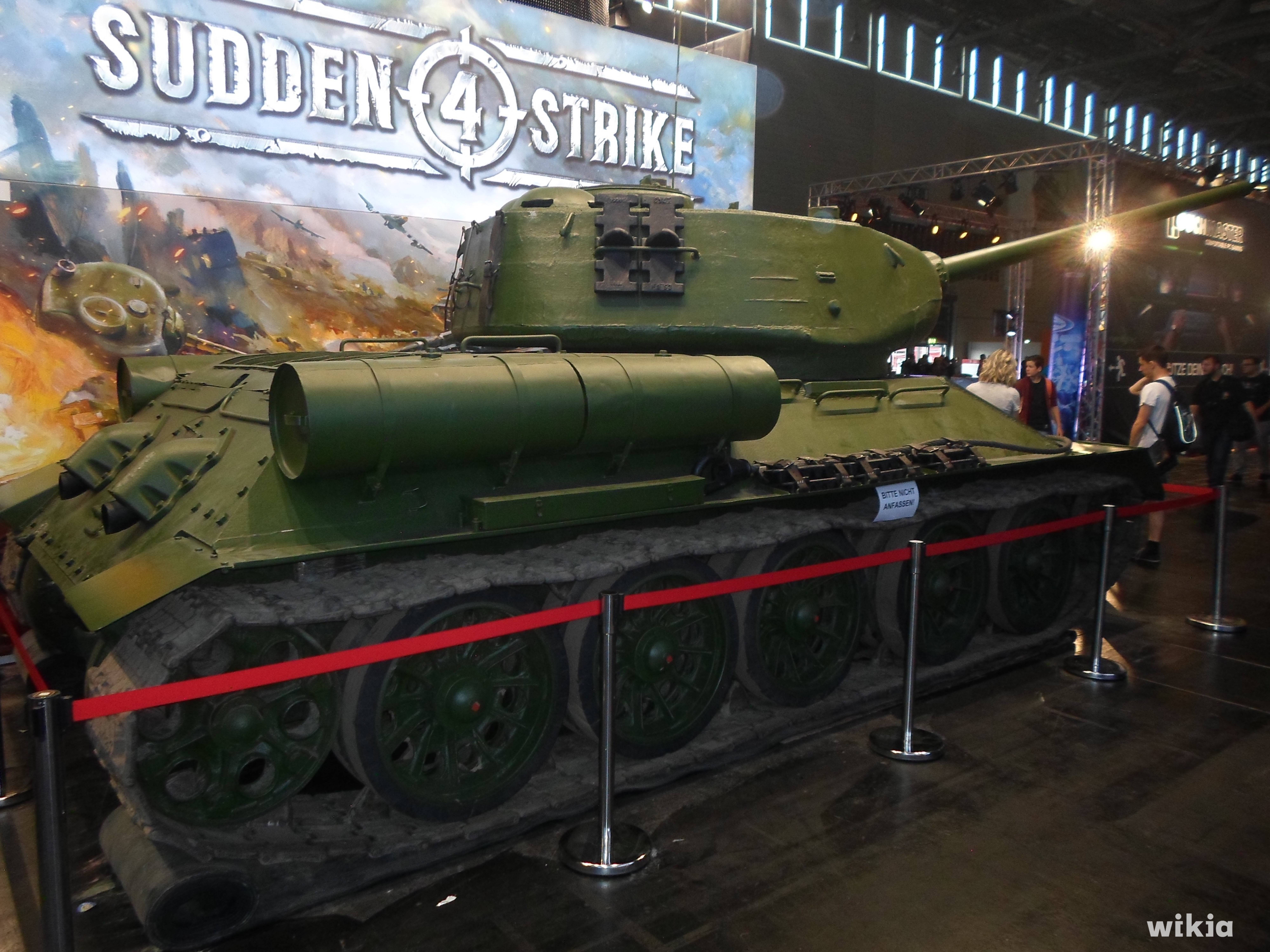
Impresiones de Gamescom 2016 - Viernes (abierto a todos los visitantes) Deutsch

### Sudden Strike
Sudden Strike es la versión original, publicada en 2000, incluyó tres campañas, una por cada facción). Las batallas están presentadas desde una perspectiva isométrica. El juego ha sido un pionero en el género de táctica de tiempo real.

### Sudden Strike 2
Sudden Strike 2 fue también desarrollado por la empresa Fireglow y publicado por CDV en el 2002. Esta versión incluye cambios menores en el motor de juego a presentando resolución más alto y otras mejoras en lo que respecta a gráficos. Se agrega una cuarta facción, Japón.

### Sudden Strike 3: Arms for Victory
Sudden Strike 3 es el tercer título en la serie y el primero en incorporar un motor gráfico 3D.

### Sudden Strike: The Last Stand
Sudden Strike: The Last Stand es una secuela de Sudden Strike 3, publicada en 2010. El juego incluye un rediseño de la interfaz de usuario, facilitando las opciones del jugador para controlar unidades y ejecutar tácticas. 

### Sudden Strike 4
Sudden Strike 4 fue publicado en agosto de 2017. Es el primer juego de la serie desarrollado por KITE Games y fue publicado por Kalypso Media para PlayStation 4 y PC. El juego ha recibido críticas positivas (69% en 2,922 críticas) en Steam.